# 52 Europa
52 Europa este un asteroid din centura principală, descoperit pe 4 februarie 1858, de Hermann Mayer Salomon Goldschmidt.